# Kesennuma, Miyagi
Kesennuma  (気仙沼市  Khí Tiên Chiểu thị) là một thành phố thuộc tỉnh Miyagi, Nhật Bản.